# João da Bega
João Itamar da Silveira, mais conhecido como João da Bega (Florianópolis, 12 de dezembro de 1943 – Florianópolis, 15 de março de 2024), foi um político brasileiro. 

## Vida
Foi filho de Dona Bega. Casou-se com Maura da Silveira. Foi pai de cinco filhos, entre eles, João Luiz da Silveira (vereador de Florianópolis). 
João da Bega, como foi conhecido, era Secretário da Superintendência de Serviços Públicos (SUSP), da Secretaria Municipal do Meio Ambiente e Desenvolvimento Urbano de Florianópolis. 
Pelo Partido da Frente Liberal (PFL), exerceu mandato de vereador na Câmara Municipal de Florianópolis, de 1993 a 1996, sendo 1º secretário em 1993 e 2º secretário em 1994.
Em 1994, candidatou-se para vaga de deputado estadual de Santa Catarina, obteve suplência com 12.084 votos, pelo PFL, e não foi convocado.
Nas eleições de 1996, João da Bega disputou o cargo de vice-prefeito na chapa encabeçada por Vinicius Lummertz. Ficaram em 4º lugar, na eleição vencida por Ângela Amin, do Partido Progressista Brasileiro (PPB). 
Pelo Partido da Social Democracia Brasileira (PSDB), disputou nas eleições de 1998 a vaga de deputado estadual para a Assembleia Legislativa de Santa Catarina, obtendo 12.058 votos e ficando na primeira suplência. Foi convocado para a 14ª Legislatura (1999-2003), exercendo o cargo de 9 de fevereiro a 23 de março de 1999, no lugar de Jaime da Silva Duarte.
Pelo mesmo partido, disputou novamente o cargo de deputado estadual em Santa Catarina nas eleições de 2002, obteve suplência com 8 900 votos e não foi convocado.
Filiado ao Partido do Movimento Democrático Brasileiro (PMDB), elegeu-se mais duas vezes vereador de Florianópolis: em 2004, eleito com 3 163 votos para mandato de 2005 a 2008; e, em 2008, recebeu 3.394 votos, para o período de 2009 a 2013.
No ano de 2014, participou das eleições para deputado estadual ao Parlamento catarinense, pelo Partido da República (PR) e obteve suplência, com 4.827 votos, mas não foi convocado pela Assembleia durante o período de 2015-2018.